# Sociální fobie
Sociální fobie (zkratka SF, též sociální strach či sociální úzkost, resp. sociálně-úzkostná porucha) je fobie, úzkostná porucha, která působí jak tělesné, tak emocionální problémy v různých sociálních situacích, jako je styk s lidmi, telefonování, jedení či psaní na veřejnosti apod. Lidé se sociální fobií si uvědomují iracionalitu této úzkosti, přesto jim brání do těchto jinak běžných situací vstupovat a potíže mnohdy prohlubuje stud a snížené sebevědomí. To vede postupně ke společenské izolaci a stresu. Sociální fobie je zařazena do Diagnostického a statistického manuálu mentálních poruch Americké psychiatrické společnosti (od vydání DSM-5 pod názvem „sociálně-úzkostná porucha“) i do Mezinárodní klasifikace nemocí.

## Popis

### Projevy navenek
Sociální fobie se navenek projevuje ve dvou rovinách. V rovině psychologické či sociální, a v rovině fyzické (tělesná reakce). Sociální rovina zahrnuje vyhýbání se sociálním situacím. Mezi tyto sociální situace patří styk s lidmi, seznámení s druhou osobou, setkání s autoritou, projevení názoru ve skupině osob, telefonování, přijímání návštěv, práce, studium, jedení a psaní před druhými, přednášení, mluvení na veřejnosti apod.
Fyzická rovina se projevuje červenáním, třesem rukou a při těžších formách dochází ke zhroucení – jako důsledek panické ataky. Tyto fyzické projevy se objevují, když jsou osoby trpící sociální fobií do těchto pro ně tak nepříjemných situací nuceny (např. zaměstnavatelem, rodiči, tlakem okolí). Sami, pokud mohou, se jim spíše vyhýbají. Sociální fobie je pak jednou z příčin záškoláctví. Studie vedená doktorem Davidem Katzelnickem ukázala, že lidé se sociální fobií mají výrazně nižší příjmy.

### Vnímání nemocného
Lidé, kteří trpí sociální fobií a vystavují se nepříjemným sociálním situacím, mají často fyzické problémy projevující se mírnou až silnou úzkostí. Neznamená to, že by člověk, který trpí sociální fobií, měl problémy ve všech sociálních situacích. Může tomu tak být, ale nemusí. A tak se i mezi lidmi, kteří trpí touto poruchou, najdou učitelé, manažeři či lékaři.
Hlavním příznakem sociální fobie je sociální úzkost. Pokud je nízká, jedná se o sociální strach či stud. Pokud je vysoká, jedná se již o sociální fobii. Lidé s výraznou sociální úzkostí zažívají nepříjemné tělesné stavy a honí se jim hlavou negativní myšlenky. Co se týče tělesných stavů, může to být bušení srdce, třes, návaly horka či zimy, pocení, červenání se, knedlík v krku, svalové napětí apod. Negativní myšlenky se vztahují na vlastní osobu. Jsou to negativně sebehodnotící myšlenky typu: Vysmějí se mi!, Ztrapním se!, Všichni mě budou pomlouvat, bude to hrozné! Pokud se člověk nepříjemné sociální situaci nevyhne, nastoupí emoce, která se projeví v podobě strachu, hněvu na sebe i druhé apod.
Postupem času se u pacienta může rozvinout bludný kruh vyhýbavého chování, který vede ke stresu, depresi, osamění a někdy i sebevraždě, jindy k závislosti na alkoholu či drogách.

### Trvání poruchy
Ján Praško a Jana Vyskočilová v roce 2010 zmínili rozsáhlou a dlouhodobou retrospektivní studii osob ve věku od 15 do 64 let s životním výskytem sociální fobie, o níž referoval autor J. David za autorský kolektiv v roce 1999 v časopise Psychological Medicine a podle níž přibližně u poloviny došlo v průběhu života k remisi a průměrné trvání poruchy bylo 25 let.

## Diagnostika a komorbidita
Mezinárodní klasifikace nemocí vyžaduje pro stanovení sociální fobie následující: a) aby měl pacient strach ze sociálních situací, b) vyhýbal se jim a zároveň zažíval v obávaných situacích alespoň dva příznaky úzkosti. Pokud si uvědomuje, že jsou jeho příznaky přehnané a nesmyslné, pak se dá jev diagnostikovat jako sociální fobie. Pokud by si to ale pacient neuvědomoval, může se jednat o halucinaci, blud, schizofrenii či obsedantně kompulzivní poruchu nebo o kulturní pověru. Výše uvedená diagnostika vede buď k určení sociální fobie, pak se jedná o generalizovanou sociální fobii (obecná SF), nebo k určení specifické sociální fobie – pokud má pacient pouze jeden znak úzkosti. Třetím výstupem je, že nemá sociální fobii – příčinu problémů je pak třeba hledat jinde.
Sociální úzkostí trpí až 40 % populace. Jedná se o strach ze sociálních situací, která se projevuje trémou či nervozitou. Sociální úzkost je i druhotným projevem řady dalších poruch (např. generalizovaná úzkostná porucha, separační úzkostná porucha v dětství, elektivní mutismus), nemocí (Crohnova nemoc, Lymská borelióza) či závislostí. Určit, zda sociální úzkost souvisí se sociální fobií nebo jiným jevem, může být někdy snadné. Postižení lidé si totiž, ač mají úzkost ze sociálních situací, přejí být mezi lidmi. Naopak např. schizofrenici či paranoici se tomuto kontaktu vyhýbají. Naopak obtížné je odlišit sociální fobii od vyhýbavé poruchy osobnosti, přičemž Praško a Vyskočilová (2010) uvádějí, že se může jednat o různé varianty stejné poruchy.U 60 % dlouhodobých nositelů sociální fobie byla zjištěna komorbidita jedné další nemoci a u 27 % tří dalších nemoci. V 60 % případů je to specifická sociální fobie, ve 45 % agorafobie (strach z velkých prostor a davů), ve 43 % generalizovaná úzkostná porucha, ve 21 % dystymie (porucha nálady, lehká forma deprese), a dále alkoholismus, panická porucha, deprese či zneužívání drog. Z toho vyplývá, že léčení sociální fobie zahrnuje i léčení komordbidních nemocí.

## Výskyt a původ
Výskyt sociální fobie podle Praška a Vyskočilové nezávisí na pohlaví, inteligenci, vzdělání, bohatství či zaměstnání. Je podle nich závislý pouze na věku, protože literatura uvádí, že sociální fobie se nejvíc vyskytuje v období puberty, tedy ve věku mezi 14 a 20 lety. Sociální fobií „někdy během svého života“ trpí 3–13 % obyvatel rozvinutých zemí, zvýšeným studem pak 80–90 %. Tato čísla jsou proměnlivá, protože někteří lidé se s sociální fobií léčí. Počty lidí trpících touto úzkostnou poruchou jsou ale malé, protože sociální fobie je málo diagnostikována. Je to jednak proto, že lidé trpící sociální fobií mají už ze samé podstaty poruchy problém vyhledat lékařskou pomoc (nebo se bojí, že budou označeni za blázny), jednak lékaři často na tuto diagnostickou kategorii nemyslí. Druhým důvodem proměnlivosti výskytu sociální fobie je postupná adaptace neléčených nositelů. Studie Dewita a kol. (1999) ukázala, že u neléčených pacientů se tato porucha v průměru po 25 letech vytrácí, protože se tito lidé postupně adaptují.
Původ sociální fobie není znám. Existuje pouze několik teorií. U řady lidí vzniká sociální fobie mezi 14 a 20 rokem života. Může být tedy způsobena nepřekonaným ostychem v době puberty, po drobných sociálních neúspěších, jimž se člověk začne vyhýbat. Vznik sociální fobie může podnítit i psychické trauma. Pokud se fobie vyskytuje od útlého věku, předpokládá se vliv rodiny  nebo genů.  S tím souvisí např. i dlouhodobá nemoc, kdy člověk ztratí určitou sociální dovednost a může se stát plachým.
Výzkumy v oblasti mozkové činnosti nasvědčují, že u lidí se sociální fobií dochází ke změnám jeho funkce. Na jedné straně dochází k úbytku serotoninu a dopaminu, na druhé straně se zvyšuje množství noradrenalinu. Serotonin a dopamin jsou přenašeče informací o bezpečí a pocitu spokojenosti, noradrenalin je naopak přenašeč poplašných informací. Na základě této znalosti se vyvíjejí psychofarmaka.

## Léčba
Akademická sféra tuto nemoc dlouho opomíjela a její výzkum, včetně zkoumání léčebných technik, se začal rozvíjet až v 80. letech 20. století.[zdroj?] Dnes se lehčí sociální fobie léčí psychoterapií (nejčastěji skupinovou) kognitivně behaviorální terapií, která zaznamenává největší úspěchy, v těžších případech psychofarmaky či kombinací psychofarmak a psychoterapie.
Sociální fobie je dobře léčitelná porucha. Přesto se ale řada lidí[kdo?] domnívá, že je to jisté předurčení, které nelze změnit.[zdroj?] Léčí se psychofarmaky, psychoterapií, nebo kombinací obou přístupů. U psychofarmak se uvádí rychlé zlepšení, u psychoterapie, zejména u kognitivně behaviorální terapie delší působení. Z několika metod se běžně používá kognitivně-behaviorální terapie, která je vysoce úspěšná, pokud je použitá jako skupinová terapie. Použití metody léčení navrhuje psycholog, nebo psychiatr. Pro lehčí a střední sociální fobie se doporučuje psychoterapie, u těžších začínat s psychofarmaky.

### Kognitivně-behaviorální terapie
Kognitivně-behaviorální terapie (KBT) spočívá v kognitivní restrukturalizaci, expozici umělým situacím na sezeních a expozici reálným situacím, které řeší pacient v podobě domácího úkolu. Kognitivní restrukturalizace vychází z kognitivní psychologie. V případě lidí se sociální fobií se jedná o modely negativní a pesimistické. Tyto automatické negativní myšlenky se rodí v jejich mozku, kde převažují neurotransmitery poplachové, nad neurotransmitery vyvolávající spokojenost a klid. Restrukturalizací je pak myšlena přestavba těchto negativních modelů na modely pravděpodobnější a jejich ověřování v reálném světě. Expozicí je pak myšlen jednak nácvik pro pacienta obtížných situací na sezeních a dále vystavování se těmto situacím v reálu.
Kognitivně-behaviorální terapie může být buď individuální, nebo skupinová. Větší úspěšnost se uvádí právě u skupinové. Vzhledem k tomu, že se se sociální fobií vyskytují další doprovodné problémy, jako je nízké sebevědomí, stres, deprese apod., bylo vyvinuto několik variant KBT – a v praxi se běžně uplatňují další postupy, které v rámci terapie odbourávají další komorbidní nemoci.
Jedná se například o úplnou KBT, která zahrnuje trénování sociálních dovedností. Je doporučována především pro léčení generalizované sociální fobie.

#### Sociální fobie zpohledu KBT
Jelikož se u lidí se sociální fobií objevují při podstupování sociálních situací jak negativní myšlenky o sobě sama, tak nepříjemné tělesné pocity (např. bušení srdce, knedlík v krku, zčervenání, závratě, bolesti hlavy apod.), vyvíjí se postupem doby vyhýbavé a zabezpečující chování. Při zabezpečujícím chování se osoba chová tak, aby se ochránila před katastrofickou situací, která podle jejího mínění nastane při podstoupení dané situace. Osoba, která se určité situace obává, si například vezme na zklidnění prášek, nebo skleničku tvrdého alkoholu, aby zmírnila dopady dané situace. Pokud se například pacient obává toho, že ho někdo osloví na ulici, obléká se jako šedá myš, aby nebyl výrazný. Toto zabezpečení však není potřebné, protože je strach z dané situace iracionální.
Co se týče vyhýbavého chování, jedná se o reakci, kdy se člověk nepříjemné situaci vyhne. Postupně tak vzniká bludný kruh. Každá situace začíná u člověka spouštěčem. Proto v kognitivně-behaviorální terapii tyto spouštěče definuje pacient. Spouštěč totiž vyvolává negativní myšlenky, které tanou v mysli pacienta automaticky. Jsou to myšlenky, které takového člověka v jeho vlastních očích znehodnocují. Tyto myšlenky způsobí, že se osoba dané situaci vyhne. Následují nepříjemné tělesné pocity a posléze přicházejí emoce negativního rázu, které vyvolávají další negativní myšlenky. Tak se osoba zacyklí a situaci nepodstoupí. V KBT pak pacient tyto myšlenky zapisuje a dává jim váhu, do jaké míry jim věřil. Posléze se myšlenky rámují, tzn. nahrazují se myšlenkami pravděpodobnými.
Pacient se totiž ve svém myšlení dopouští řady kognitivních omylů. Jedná se především o přehánění a katastrofizování, nadměrné zevšeobecňování (Všichni vidí, že ve všem selhávám.), diskvalifikaci pozitivního (Chválí mě ze soucitu, jen aby mi udělali radost.), selektivní abstrakce, negativní věštby (Určitě to nezvládnu.), personalizace, mentální černý filtr (neboli „černé brýle“ je tendence vybírat pouze černé stránky situací a zpochybňovat ty pozitivní), značkování, čtení myšlenek, musturbace, dichotomické myšlení a argumentace emocemi. Rámování těchto myšlenek spočívá v sepsání všech pro a proti pro danou myšlenku. Z těchto pro a proti se pak tvoří neutrální myšlenka, která nahradí v cíleném podstupování sociálních situací myšlenku negativní.
Další částí léčby je pak samotné podstupování sociálních situací, které se do té doby nositel vyhýbal. Začíná se od nejjednodušších situací a postupuje se ke složitějším. Situace se trénuje v představách, s terapeutem, nebo ve skupině, a teprve posléze se podstupuje v reálu. Pacient je instruován, aby se situaci nevyhnul a přerušil tak bludný kruh. Aby se zbavil nepříjemných tělesných a emočních pocitů, je často vyučován zklidnění a meditaci.
Jak se postupně situace zesložiťují, dochází k návyku. Překonáním obtížnější situací se stávají ty méně obtížné snesitelnými. Některé terapie proto zahrnují podporu sebevědomí (pochvaly, úspěch z expozic, výuka asertivity) a vlastní organizace času. Zároveň se hledá odměna za každou podstoupenou situaci.

### Ostatní přístupy
Jedná se o modifikované přístupy interpersonální psychoterapie, psychodynamickou léčbu a Moritovu terapii.

### Farmakoterapie
V případě léčby sociální fobie psychofarmaky se používají silná zklidňovadla (benzodiazepiny), beta-blokátory či antidepresiva. Benzodiazepiny jako clonazepam a alprazolam se používají na začátku léčby ke krátkému snížení úzkosti. Jelikož jsou ale benzodiazepiny návykové, pro další léčbu se doporučuje nasazení antidepresiv, které vyrovnávají hladiny neurotransmiterů. Ani beta-blokátory jako atenolol a propanolol, které se používají hlavně na specifické sociální fobie, se nejeví jako úspěšné léčivo.
V případě antidepresiv se jedná o skupiny léků typu RIMA (z anglického Reversible Inhibitor of MonoAmine oxidase), SSRI (Selective Serotonin Reuptake Inhibitor), SNRI (Serotonin-Norepinephrine Reuptake Inhibitors) a NDRI (Norepinephrine-Dopamine Reuptake Inhibitors). Úprava nervového přenosu antidepresivy trvá 10–14 dnů, první příznaky léčby se projevují po 8–12 týdnech. Antidepresiva se ale berou ještě dlouho po odeznění příznaků: 1–3 roky, podle druhu pacienta a formy sociální fobie, kterou trpěl. K nejčastěji užívaným antidepresivům patří moclobemid (RIMA); paroxetin, fluoxetin, citalopram, sertralin, fluvoxamin a escitalopram (SSRI); venlafaxin (SNRI); bupropion (NDRI).

## Historie výzkumu
Sociální fobie začala být jako porucha diagnostikována teprve v 80. letech 20. století. V roce 1985 ji začali zkoumat psychiatr Michael Liebowitz a psycholog Richard Heimberg. Do té doby totiž neproběhl žádný vědecký výzkum tohoto fenoménu, který se tak začal označovat jako opomenutá fobie. V roce 1987 byla upřesněna diagnostika sociální fobie v Diagnostickém a statistickém manuálu mentálních poruch, do kterého byla sociální fobie zařazena v roce 1980. V 90. letech pak bylo provedeno několik výzkumných studií a rozvinuty techniky její kognitivně-behaviorální terapie. Pro ostatní přístupy, jako je modifikace interpersonální psychoterapie, psychodynamická léčba či Moritova terapie, zatím chybí kontrolovaný klinický výzkum. Od roku 1995 se rozvíjí psychofarmakologie zaměřená na sociální fobii.